# 江戸川区立清新第二中学校
江戸川区立清新第二中学校（えどがわくりつ せいしんだいにちゅうがっこう）は、東京都江戸川区清新町二丁目に所在する区立中学校。

## 所在地
- 東京都江戸川区清新町二丁目1番2号
- 東京メトロ東西線西葛西駅より都営バス臨海2丁目団地行：「清新ふたば小学校前」下車徒歩0分
- 近隣には江戸川区立清新ふたば小学校・江戸川区陸上競技場・東京臨海病院・葛西税務署が所在する。

## 部活動
運動部
- サッカー
- 卓球
- 硬式テニス
- 野球
- バスケットボール
- 陸上競技

文化部
- 吹奏楽
- ボランティア
- 美術
- 茶道

## 沿革
- 1987年
  - 4月1日 - 江戸川区立清新第二中学校として開校。江戸川区立清新第一中学校より2年生80名が転入。
  - 4月7日 - 第1回入学式（新入生125名、全校生徒222名）。
  - 9月9日 - 校章・校歌制定。
  - 10月28日 - 施設落成、開校記念式典。
- 1988年2月13日 - 第1回校内マラソン大会（荒川土手）。
- 1991年
  - 3月20日 - 皆勤賞を制定。
  - 10月20日 - 第1回けやきコンサート開催。
- 2002年6月19日 - 東日本硬式少年野球夏季大会開会式に吹奏楽部参加、演奏。
- 2003年
  - 9月18日 - 江戸川区陸上競技大会総合優勝（男子2位・女子2位）。
  - 9月16日 - 江戸川区陸上競技大会総合優勝（男子1位・女子3位）。
- 2007年
  - 4月16日 - 特別支援学級設置。
  - 11月2日 - 開校20周年記念式典・祝賀会。

## 著名な卒業生
- 森千夏（陸上競技選手、女子砲丸投日本記録保持者）